# Silverball Studios
Silverball Studios Limited, conhecida antes como Fuse Games Limited, foi uma desenvolvedora britânica de jogos conhecida por desenvolver jogos de pinball para os consoles Nintendo.

## História

### Era Fuse Games
Fundada em 2002 por Adrian Barritt e Richard Horrocks, criadores da premiada série de jogos de computador Pro Pinball, o objetivo de criar uma empresa de jogos era mostrar do que eram capazes, desenvolveram uma demo jogavel de um jogo da franquia Mario, porem com a tematica pinball como seu principal foco e apresentaram a ideia à Nintendo, que então contratou a empresa para fazer o jogo Mario Pinball Land para o Game Boy Advance. Todo o jogo foi feito por apenas cinco pessoas. Mais tarde, a Fuse Games desenvolveu jogos para Nintendo DS, sendo o mais notável Metroid Prime Pinball que é uma adaptação em estilo pinball do jogo Metroid Prime para GameCube. O estúdio também se tornou o único desenvolvedor fora do Japão a criar um jogo tendo a marca Touch! Generations.

### Era Silverball Studios
Em 2009, a empresa quase faliu após completar Pinball Pulse: The Ancients Beckon para DSiWare, sendo renomeada para Silverball Studios. A empresa tentou reviver a série Pro Pinball por meio do Kickstarter em 2012, porem não atingiu o objetivo esperado, 
Em 2012, a SilverBall Studios se fundiu com a Barnstorm Games, apos isso, eles abriram um Kickstarter para o Jogo Timeshock!, que conseguiu atingir o objetivo de lançarem o jogo

## Jogos[10]

### Consoles de Mesa e Computador
- Thomas & Friends: Hero of the Rails - Wii (2010)[11]
- American Mensa Academy - iOS, PC, PlayStation 3, Wii, Xbox 360  (2012)[12]
- Pro Pinball: Timeshock! - The Ultra Edition - PC (2014)[13]

### Console Portatil
- Mario Pinball Land - Game Boy Advance, Virtual Console Wii U (2004/2014)[14]
- Metroid Prime Pinball - Nintendo DS (2005)[15]
- Active Health with Carol Vorderman - Nintendo DS (2009)[16]
- Pinball Pulse: The Ancients Beckon - Nintendo DS (2009)[17]
- Thomas & Friends: Hero of the Rails - Nintendo DS (2010)[11]
- American Mensa Academy - Nintendo 3DS (2012)[12]
- BearShark: The Game - Nintendo 3DS (2012)[18]

### Dispositivos Moveis (Android, iOS etc...)
- Mensa Brain Test - iOS (2010)[19]
- Frogger Pinball - iOS (2011)[20]
- American Mensa Academy - iOS (2012)[12]
- Pro Pinball: Timeshock! - The Ultra Edition - Android, iOS (2014)[13]

## Ligação Externa
- Fuse Games
- Silverball Studios Limited